# 리처드 첼리모
리처드 첼리모(Richard Chelimo, 1972년 4월 21일 ~ 2001년 8월 15일)는 케냐의 장거리달리기 선수로 1992년 바르셀로나 올림픽에서 10,000m 은메달을 획득했다.
마라크웨트 지방에서 태어난 첼리모는 칼렌진 족에 속하였다.
1992년에 그는 간단히 올림픽 챔피언이었으나 전혀 금메달을 받지 않았다. 1991년 세계 육상 선수권 대회에서 은메달을 딴 첼리모는 모로코의 할리드 스카와 장기적 전투를 벌였다.
스카는 결투를 이겼으나 다른 모로코 선수 함무 부타예브가 몇번이나 첼리모를 방해한 이후 만이었다. 그가 공평하지 못한 팀워크의 트집을 거절하였어도 우승자 스카는 완주 후에 실격당하였다. 국제 아마추어 육상 연맹의 규칙들이 이런 경우를 위하여 마련하지 않으면서 모로코 선수의 호소는 성공적으로 증명되었고, 호소의 위원은 실격을 뒤집었다. 스카와 첼리모는 바르셀로나 관중들의 야유의 한복판에 자신들의 메달을 받고 국제 아마추어 육상 연맹은 사건의 되풀이를 방지하는 데 규정들을 수정하였다.
다음해 첼리모는 7월에 10,000m 세계 기록을 깼으나 5일 후에 동료 선수에 의하여 패하였다. 그해 세계 육상 선수권 대회에서 3위를 하면서 자신의 주요 국제적 결과가 되었다.
28세의 나이에 뇌종양으로 사망하였다.